# Habracanthus
Habracanthus là chi thực vật có hoa trong họ Acanthaceae.